# Midway South
Midway South è un census-designated place degli Stati Uniti d'America situato nella contea di Hidalgo dello Stato del Texas.
La popolazione era di 2.239 persone al censimento del 2010. Fa parte dell'area metropolitana di McAllen–Edinburg–Mission.

## Geografia fisica
Midway South è situata a 26°09′36″N 98°01′06″W (26.159984, -98.018322).
Secondo lo United States Census Bureau, ha un'area totale di 1,2 miglia quadrate (3.2 km²).

## Società

### Evoluzione demografica
Secondo il censimento del 2000, c'erano 1.711 persone, 419 nuclei familiari e 372 famiglie residenti nella città. La densità di popolazione era di 1.376,3 persone per miglio quadrato (532,8/km²). C'erano 461 unità abitative a una densità media di 370,8 per miglio quadrato (143,5/km²). La composizione etnica della città era formata dall'82,58% di bianchi, lo 0,06% di afroamericani, il 16,01% di altre razze, e l'1,34% di due o più etnie. Ispanici o latinos di qualunque razza erano il 95,27% della popolazione.
C'erano 419 nuclei familiari di cui il 59,2% aveva figli di età inferiore ai 18 anni, il 62,8% aveva coppie sposate conviventi, il 19,8% aveva un capofamiglia femmina senza marito, e l'11,0% erano non-famiglie. L'8,4% di tutti i nuclei familiari erano individuali e il 3,6% aveva componenti con un'età di 65 anni o più che vivevano da soli. Il numero di componenti medio di un nucleo familiare era di 4,07 e quello di una famiglia era di 4,32.
La popolazione era composta dal 41,4% di persone sotto i 18 anni, il 13,3% di persone dai 18 ai 24 anni, il 25,9% di persone dai 25 ai 44 anni, il 13,6% di persone dai 45 ai 64 anni, e il 5,8% di persone di 65 anni o più. L'età media era di 23 anni. Per ogni 100 femmine c'erano 95,5 maschi. Per ogni 100 femmine dai 18 anni in giù, c'erano 98,0 maschi.
Il reddito medio di un nucleo familiare era di 18.657 dollari e quello di una famiglia era di 19.352 dollari. I maschi avevano un reddito medio di 12.321 dollari contro i 15.966 dollari delle femmine. Il reddito pro capite era di 6.591 dollari. Circa il 43,6% delle famiglie e il 50,3% della popolazione erano sotto la soglia di povertà, incluso il 51,0% di persone sotto i 18 anni e il 42,0% di persone di 65 anni o più.